# Sebastian Schlecht
Sebastian Karl Schlecht (* 28. Februar 1985 in Stuttgart) ist ein deutscher Schauspieler.

## Leben
Ab 2002 bis 2005 nahm Schlecht Einzelunterricht an der Go Vocal School in Stuttgart und vervollständigte anschließend die Gesangsausbildung  zum Rock/Pop-Sänger an der Rock Pop Schule Berlin. Seit 2007 begann er ein Schauspielstudium an der Hochschule für Film und Fernsehen „Konrad Wolf“, HFF. Ab 2006 hatte er erste kleinere Rollen in Kurzfilmen. 2009 übernahm er die Hauptrolle des Johann im Kinofilm Rückenwind. 2011 agierte er in dem Film Artisten. Im Theater spielte er 2009 den Achates in Die Aeneis unter der Regie von Sascha Hawemann am Hans Otto Theater in Potsdam und im Faust übernahm er die Rolle des Mephistopheles an der HFF.